# Oxandrolon
Oxandrolon (Oxandrin) is een anabole steroïde gecreëerd door Searle Laboratories (nu gekend als Pfizer Inc.) onder de merknaam Anavar en in de Verenigde staten geïntroduceerd in 1964.
Tegenover de meeste andere anabole steroïden heeft oxandrolon het voordeel dat het niet aromatiseert (omzetting naar oestrogeen, hetgeen gynaecomastie kan veroorzaken). Bij hoge doseringen (dit geldt voor alle androgene anabole steroïden) voelt het lichaam dat het genoeg testosteron heeft en wordt de natuurlijke productie verminderd hetgeen testiculaire atrofie veroorzaakt (krimpen van de testikels). Het zogenoemde nakuren heeft weinig zin.
Het medicijn werd voor verschillende aandoeningen, die onvrijwillig gewichtsverlies veroorzaken, voorgeschreven om zo herstelling van de spieren te verkrijgen. Het is ook aangetoond deels succesvol te zijn voor de behandeling van osteoporose. Maar omwille van de slechte publiciteit in verband met het misbruik door bodybuilders werd de productie door Searle Laboratories stopgezet in 1989. Productie werd verdergezet door Bio-Technology General Corporation (nu Savient Pharmaceuticals Inc.) die het uitbrachten onder de merknaam Oxandrin. Dit middel geraakte in 1995 door de klinische tests.

## Bijwerkingen
In kleine dosissen zijn er bijwerkingen gemeld. Enkele van die bijwerkingen zijn misselijkheid, uitslag en jeuk, zwarte stoelgang, winderigheid, depressie, ongewone bloedingen, verkleining van de teelballen, ongewone gezwellen, onvruchtbaarheid, vergeling van de ogen of huid en diarree.